# WrestleMania VIII
WrestleMania VIII fue la octava edición de WrestleMania, evento de pago por visión de lucha libre profesional de la World Wrestling Federation. El evento se realizó el 5 de abril de 1992 en el Hoosier Dome en Indianapolis, Indiana. Este fue el último WrestleMania realizado en un estadio hasta WrestleMania X-Seven.

## Resultados

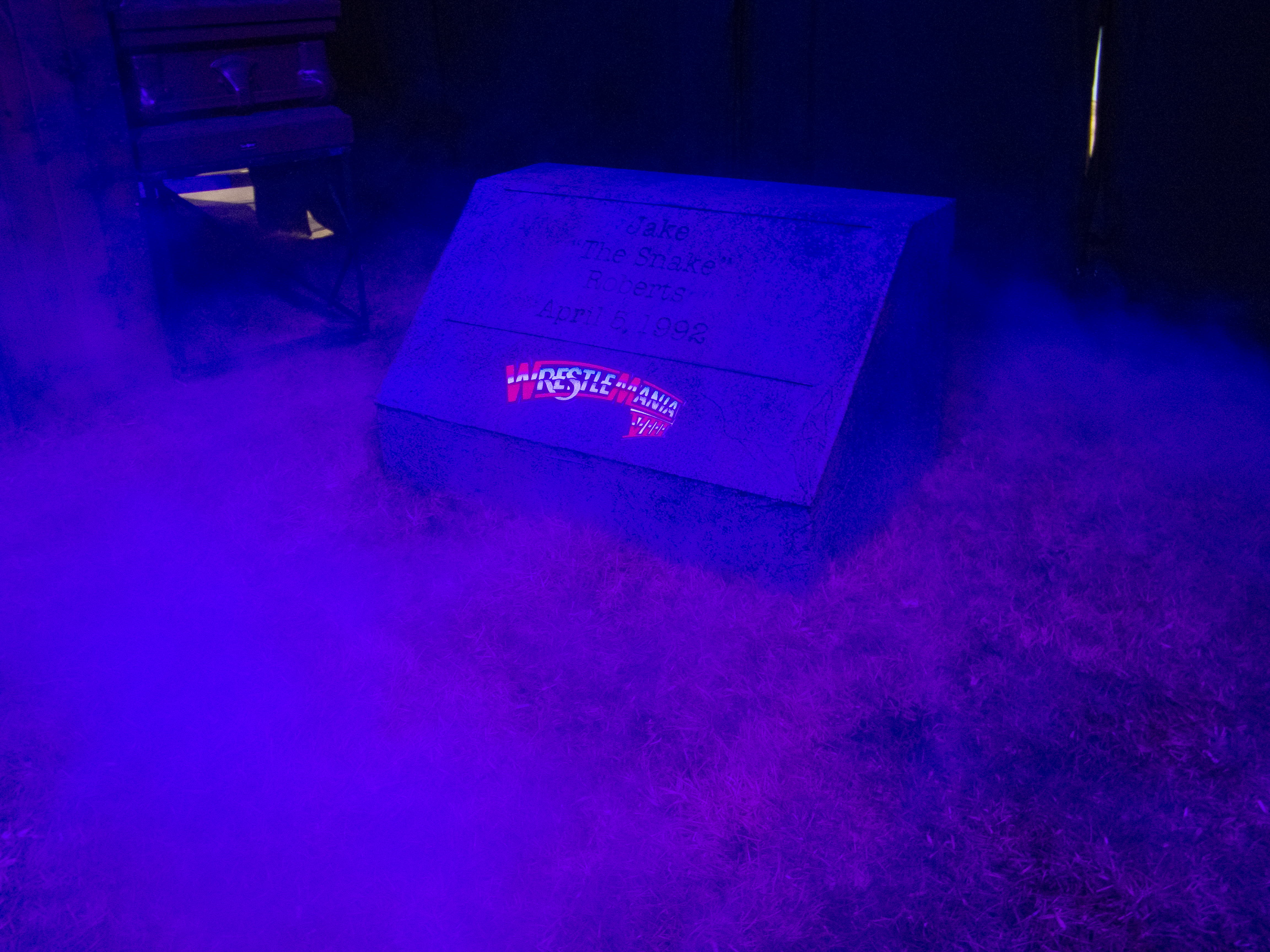
Tumba marcando la derrota de Jake "The Snake" Roberts a manos de The Undertaker.

- Lucha no transmitida: The Bushwackers (Luke Williams y Butch Miller) derrotaron a The Beverly Brothers (Blake y Beau) (10:00)
- Shawn Michaels (con Sensational Sherri) derrotó a El Matador Tito Santana (10:39)
  - Michaels cubrió a Santana tras revertir un "Scoop Slam" en un "Crossbody".
- The Undertaker (con Paul Bearer) derrotó a Jake Roberts (6:36)
  - The Undertaker cubrió a Roberts después de una "Tombstone Piledriver" en el piso.
  - El invicto de The Undertaker aumentó a 2-0.
- Bret Hart derrotó a Roddy Piper ganando el Campeonato Intercontinental de la WWF (13:50)
  - Hart cubrió a Piper después de revertir un "Sleeper Hold" con un "Roll-Up".
- The Big Boss Man, Virgil, Sgt. Slaughter & Jim Duggan derrotaron a The Nasty Boys (Brian Knobbs y Jerry Sags), Repo Man & The Mountie (5:22)
  - Virgil cubrió a Knobbs.
- Randy Savage (con Miss Elizabeth) derrotó a Ric Flair (con Mr. Perfect) ganando el Campeonato de la WWF (18:05)
  - Savage cubrió a Flair con un "Roll-Up".
- Tatanka derrotó a Rick Martel (4:33)
  - Tatanka Cubrió a Martel después de un Splash.
- The Natural Disasters (Earthquake & Typhoon) derrotaron a los Campeones en Parejas de la WWF Money Inc. (Ted DiBiase y Irwin R. Schyster) por cuenta fuera del ring (8:39)
  - Money Inc. intencionalmente recibieron la cuenta de diez segundo fuera del ring, reteniendo los títulos.
- Owen Hart derrotó a Skinner (1:11)
  - Hart cubrió a Skinner con un "roll-up".
- Hulk Hogan derrotó a Sid Justice (con Harvey Wippleman) por descalificación (12:44) 
  - Sid fue descalificado luego de que Wippleman interfiriera en la lucha.
  - Tras el combate, Papa Shango interfirió atacando a Hogan, pero The Ultimate Warrior hizo su regreso para ayudarle.

## Otros roles
| Comentaristas - Bobby "The Brain" Heenan - Gorilla Monsoon Entrevistadores - Lord Alfred Hayes - Sean Mooney - "Mean" Gene Okerlund Anunciador - Howard Finkel | Árbitros - Earl Hebner - Joey Marella - Danny Davis |